# Cuicirama smithii
Cuicirama smithii là một loài bọ cánh cứng trong họ Cerambycidae.